# Mambara
Mambara is een geslacht van vlinders van de familie slakrupsvlinders (Limacodidae).

## Soorten
- M. andamanensis (Mondal & Rynth, 1971)
- M. conspicua hering, 1931
- M. delocrossa (Turner, 1906)
- M. dubia Bethune-Baker, 1910
- M. haplopis (Turner, 1906)
- M. inconspicua Bethune-Baker, 1908
- M. minimalis (Van Eecke, 1924)
- M. pallens Bethune-Baker, 1910
- M. robiginosa Hering, 1931
- M. rosselensis Hering, 1931